# 지천서원
지천서원(知川書院)은 조선 중종 때 십청헌(十淸軒) 김세필(金世弼)이 말마리에 입향하여 공자형(工字形) 집을 짓고 후학을 양성한 것이 시초가 되어 창건된 서원으로 충청북도 음성군 생극면에 있다. 2001년 12월 7일 음성군의 향토문화유적 제1호로 지정되었다.

## 개요
지천서원은 생극평야를 바라보며 부마팔현지(扶馬八賢址)라 지칭되는 곳에 위치한다. 조선중종 때 이조 참판을 지낸 십청헌 김세필이 벼슬에서 물러나 팔성산 아래 초옥을 짓고 산수를 벗 삼아 여생을 보내며 후학을 교육하였는데 이것이 지천서원의 시초이다. 지천서원은 운곡서원과 함께 이지방 유림의 대표적 전당이 되어 왔다.
이 서원은 대원군 당시 서원철폐령으로 폐원되었다가 1893년 단을 만들고 1906년 재건되었으며 1963년 중수하였다. 팔성산을 배경으로 남동향을 하고 있는 이 서원은 배치기법상 산중턱의 높은 경사면을 이용하여 3단으로 정지하고 있으며, 정지된 그 첫째 단에는 강당인 공자당(工字堂)이 위치하고 그 좌측으로 정지된 둘째 단에는 솟을삼문을 배치하였다. 또 이 삼문을 지나면 높게 축조된 기단상에 사당을 배치하고 있는데, 이는 사당을 중심으로 강당이 우측에 위치하고 있는 좌묘우당식의 배치법을 따르고 있다. 사당은 정면 3간 측면 1간반 팔작지붕의 목조기와집으로 앞의 1간은 툇간이다.
공자당(工字堂)은 정면 4간 측면 1간반, 앞의 1간은 툇간인 팔작지붕의 목조기와집으로 모현당(慕賢堂)이라는 편액이 걸려있고, 마루방 천장 벽에는 중수기가 걸려 있다. 솟을삼문은 정면 3간 측면 1간 맞배지붕의 목조기와집으로 경모문(景慕門)이라는 편액이 걸려 있으며 삼문 옆에는 '지천당묘정비(知川堂廟庭碑)'가 있다. 지천서원 입구에 홍살문(紅箭門)과 하마비(下馬碑)가 있으며 홍살문 서쪽 편으로 광해군 13년(1621년)에 세운 '현감김공의청백선정비(縣監金公疑淸白善政碑)'가 있다.

## 참고 문헌
- 지천서원(知川書院)